# Lac Fromont
Lac Fromont är en sjö i Kanada.   Den ligger i regionen Nord-du-Québec och provinsen Québec, i den östra delen av landet, 800 km norr om huvudstaden Ottawa. Lac Fromont ligger 487 meter över havet. Arean är 20,3 kvadratkilometer. Den sträcker sig 16,8 kilometer i nord-sydlig riktning, och 6,4 kilometer i öst-västlig riktning.
Omgivningarna runt Lac Fromont är i huvudsak ett öppet busklandskap. Trakten runt Lac Fromont är nära nog obefolkad, med mindre än två invånare per kvadratkilometer.